# Graphics Interchange Format
Graphics Interchange Format（グラフィックス・インターチェンジ・フォーマット、略称GIF、ジフ）とはCompuServeのPICSフォーラムで提唱された画像ファイルフォーマットの一つ。LZW特許を使用した画像圧縮が可能。一般的に用いられている拡張子は.gif。「ギフ」または「ジー・アイ・エフ」と読まれることもあるがOxford Dictionaries USA Word of the Year 2012 に "GIF" が選出された際のインタビューにおいて設計者のスティーブ・ウィルハイトは「jif（ジフ）」が正しい読み方と述べている。

## 特徴
GIFは256色以下の画像を扱うことができる可逆圧縮形式のファイルフォーマットである。圧縮画像ファイルフォーマットでは歴史の長いもののひとつで、WebブラウザではJPEGと並んで標準的にサポートされる。圧縮形式の特性上、同一色が連続する画像の圧縮率が高くなるため、イラストやボタン画像など、使用色数の少ない画像への使用に適している。

Animated gif

GIF規格には1987年6月15日に公開されたGIF87aと1990年7月30日に公開されたGIF89aの2種類があり、GIF89aでは、透過GIFとGIFアニメーションがサポートされた。現在使われている規格はGIF89aである。GIFフォーマットの著作権はCompuServeが所有するが、その利用はライセンスフリーであったため、日本以外でのパソコン通信をはじめとする画像交換の標準フォーマットとして使われていた（日本ではパソコン通信時代はMAGやPiが主流だった）。ただし、圧縮技術としてLZWを使用しているため、後述する特許権の問題が発生した。
GIF画像ファイルにはGIF画像識別文字列が埋め込まれており、画像ファイルの最初の6文字は必ず「GIF87a」もしくは「GIF89a」で始まっている。
また、GIFフォーマットは以下の画像をサポートする。
- 2色モノクロから16777216色 (= 224) 中256色 (= 28) までの色サポート
- 1x1 から 65535x65535 (= (216 − 1)2) までの画像サイズのサポート
- 1つのファイルの中に複数の画像が格納可能

GIFには以下のような特徴的な拡張が行われており、かつWebブラウザでの表示サポートも比較的良好であることから、これらの機能を利用するためにGIF形式が選択されることも多い。
- 透過GIF - 特定色を透明化し、画像の背景を透過表示する。
- GIFアニメーション - 複数画像を1つのファイルに収録してアニメーション表示する。
- インターレースGIF - ファイル読み込みの進捗に合わせて段階的に画像を表示する。

なお、ほとんど用いられることはないが、非可逆圧縮もサポートしている。
また、Webサイトを作成する際、「1x1ピクセルの透過GIF」を利用したデザイン調整をおこなうことがあり、そのような画像はスペーサーGIFと呼ばれる。

## 特許問題とその顛末
GIFは、データ圧縮アルゴリズムとして、1984年に発表されたLZWを使用しているが、このアルゴリズムについては米ユニシスが特許権を取得していた。この点に関し、ユニシスは当初はGIFにおけるLZWアルゴリズムの利用について利用料を請求しない方針を採っていたが、GIFフォーマットの利用が広まると、GIFにおけるLZWの利用について利用料を請求する方針に転換した。当初は企業のみを対象としていたが、フリーソフトウェアを開発する個人にまで利用料を請求するに至った。
この事により、GIF形式をサポートする画像編集ソフトウェアの制作者のみならず、そのソフトウェアを利用してGIF画像を制作した一般の利用者に対しても特許使用料が賦課される懸念が生じたため、GIF形式の特徴を備えたフリーな代替物としてPNGが開発された。
米国内では2003年6月20日にLZWの特許が失効し、日本国内でも2004年6月20日に特許が失効した。現在ではGIFは自由に使うことのできるフォーマットであると考えられている。そのため、GIFの利用者は再び増えており、一時的に公開が停止されていたGIFを生成・表示するソフトウェアも再公開されるようになっている。
しかし、特に2000年代以降はインターネットの回線速度や端末であるパソコンの表現能力の飛躍的な向上により、フルカラー対応の圧縮形式（JPEGやPNGなど）の需要が高まり、256色までしか対応できないGIFの使用頻度は減少することとなった。

## アニメーション画像としての「GIF」
前述の理由から静止画像としての需要は減少した一方で、簡易的なアニメーション画像形式としてのGIFは代替となるファイル形式がMNG、APNGなど複数乱立し規格争いが起こったこと、それに伴いウェブブラウザでのサポートが遅れたことなどから、GIFアニメーションが引き続き使用された。例として、バナーと呼ばれる広告表示用の画像は、広告媒体の入稿規定により、ファイル容量の上限と共にファイル形式をGIFで指定するものも多い。
2010年代以降はSNS(ソーシャル・ネットワーキング・サービス)などにおいて手軽な画像リプライの投稿手段として積極的に用いられており、SNSを中心に単に「GIF」と言えばGIFアニメーションを指す用法が広まるなど、2020年代現在では「GIF」という言葉がアニメーション画像の代名詞、あるいは機能の名称として定着している。

## 注
1. ↑  http://bits.blogs.nytimes.com/2013/05/23/battle-over-gif-pronunciation-erupts/
2. ↑  http://bits.blogs.nytimes.com/2013/05/21/an-honor-for-the-creator-of-the-gif/
3. ↑  “LZWに震え上がった10年前の人たち”. ITmedia エンタープライズ.  ITmedia (2008年11月16日). 2022年11月1日閲覧。
4. ↑  主なウェブブラウザ全てがGIFに代わる次世代の共通のアニメーション画像形式をサポートするのは2020年のMicrosoft EdgeによるAPNG対応を待たなければならなかった。
5. ↑  “How to post photos or GIFs on Twitter”.   X Corp.. 2023年9月10日閲覧。
6. ↑  “Adding & Creating GIFs”.   Tumblr. 2023年9月10日閲覧。
7. ↑  “How To Make A GIF”.   GIPHY. 2023年9月10日閲覧。